# ラッタウット・ラープチャルーンサップ
ラッタウット・ラープチャルーンサップ（英語: Rattawut Lapcharoensap、タイ語: รัฐวุฒิ ลาภเจริญทรัพย์、IPA:[rát.tʰà.wút lâːp.tɕà.rɤ̄ːn.sáp]、1979年 - ）は、タイ系アメリカ人の短編小説家。2005年に出版された短編小説集『観光』（Sightseeing）が最もよく知られ、うち2作『カフェ・ラブリーで』（At the Café Lovely）と『徴兵の日』（Draft Day）は映画How to Win at Checkersの原作となった。2006年、ナショナル・ブック・ファンデーションから5 Under 35賞を授与された。

## 生涯
ラープチャルーンサップは1979年にシカゴで生まれ、バンコクで育った。ミシガン大学でクリエイティブ・ライティングを専攻として卒業した。2006年に5 Under 35賞を、2010年にウィッティング賞を受賞した。

## 作品
- "Valets," Granta 97: Best of Young American Novelists 2, Spring 2007(要購読契約)

　　GRANTA JAPAN with 早稲田文学 03（2016)に「駐車係」として掲載　
- "The Captain," Granta 124: Travel Fiction, Summer 2013(要購読契約)
- Sightseeing. Grove Press. (2005). ISBN 978-0-80214-234-4 - 短編小説集、邦題『観光』(ハヤカワepi文庫)古屋美登里 訳

　　　　下記の作品を含む。
- - "Farangs," Originally published in Granta 84: Over There, How America Sees the World, Winter 2003(要購読契約) - 日本語題『ガイジン』
  - "At the Café Lovely," Originally published in Zoetrope: All-Story, Fall 2004 - 日本語題『カフェ・ラブリーで』
  - "Draft Day," Originally published in One Story, Issue 46, October 2004[3] - 日本語題『徴兵の日』
  - "Sightseeing" - 日本語題『観光』
  - "Priscilla the Cambodian" - 日本語題『プリシラ』
  - "Don't Let Me Die in This Place" - 日本語題『こんなところで死にたくない』
  - "Cockfighter" - 日本語題『闘鶏師』